# Sevron
Sevron – rzeka we Francji, przepływająca przez tereny departamentów Ain oraz Saona i Loara, o długości 54,6 km. Stanowi lewy dopływ rzeki Solnan.